# Bantia yotocoensis
Bantia yotocoensis är en bönsyrseart som beskrevs av Julián A.Salazar 2004. Bantia yotocoensis ingår i släktet Bantia och familjen Thespidae. Inga underarter finns listade i Catalogue of Life.